# 陆坪镇
陆坪镇，是中华人民共和国贵州省黔南布依族苗族自治州福泉市下辖的一个乡镇级行政单位。
2014年1月7日，贵州省人民政府批复同意福泉市部分乡镇行政区划调整，以原陆坪镇、地松镇、藜山乡地域为新设置的陆坪镇行政区域，镇人民政府驻陆坪社区。

## 行政区划
陆坪镇下辖以下地区：
陆坪社区、浪波河村、翁羊村、凤凰村、福兴村、松江村、洞铁村、香坪村、新桥营村、罗贝村、罗坳村、藜山乡和地松镇。